# Acidosasa venusta
Acidosasa venusta là một loài thực vật có hoa trong họ Hòa thảo. Loài này được (McClure) Z.P.Wang & G.H.Ye ex C.S.Chao & C.D.Chu mô tả khoa học đầu tiên năm 1997.